# NGC 2377
NGC 2377 este o galaxie activă situată în constelația Licornul. A fost descoperită în 1874 de către Édouard Stephan⁠(d).